# 逆转裁判6
《逆轉裁判6》是一款由卡普空製作并在任天堂3DS平台上发行的法庭戰鬥冒險遊戲。本作是《逆轉裁判》系列的第九作，以及其正统作品的第七作。本作劇情緊接《逆轉裁判5》，主要描述成步堂龍一前往西亞的虛構國家出庭的故事。在本作中，長期未登場的角色綾里真宵及寶月茜再次登場，前作的主角王泥喜法介及希月心音也在本作登場。本作於2016年6月9日在日本發行，歐美版則於2016年9月8日發行。

## 系統
《逆轉裁判6》的法庭部分中追加了名为「靈媒影像」的新系統。该系统将死者死亡幾秒前的五感（視覺、味覺、嗅覺、觸覺、聽覺）反映在影像中，负责靈媒的巫女基于影像作证，玩家要從影像中找出與她的證詞矛盾的五感。此外，於系列前作中出现的「心理分析」系统、「看穿」系统、「心靈枷鎖」系统和「科學搜查」系統都於本作中再次登場。

## 劇情概要

### 游戏设定
游戏同时于两个国家中展开。主角成步堂龍一在游戏中前往位于西亞的虚构国家「克萊因王國」出庭辩护，而另外两位主角（王泥喜法介和希月心音）则留在日本。在游戏中，克萊因王國是靈媒能力的发源地，王室成员被认为具有灵力，而只有具有灵力的人才能成为统治者。该国在过去曾发生过女王刺杀案，新任女王上位后颁布了「辩护罪」：任何为嫌疑人辩护的人，一旦嫌疑人的罪名成立，都会被处以同样的罪名，获得与罪犯相同的刑罚。辩护罪导致该国的律师行业消亡，一切審判都基于該國的姬巫女—蕾法·帕多瑪·克萊因的「御魂神諭」來判決。由杜尔克·萨多玛迪领导的地下革命组织则试图推翻女王统治，废除辩护罪。

### 主要人物
本作的主角为成步堂龍一、王泥喜法介和希月心音三人，与他们在法庭上对决的是来自克萊因王國的国际检察官那由他·萨多玛迪。除此之外，于《逆转裁判4》和《逆转裁判5》中均未出场的灵媒师绫里真宵再次出场。成步堂除了与真宵会合，还被卷入该国的政治巨变中，与女王卡兰·西格塔尔·克莱因、法务大臣因格·卡尔库尔·克莱因、姬巫女蕾法·帕多瑪·克萊因、革命家杜尔克·萨多玛迪等人均有接触。在前作中登场的多名角色在本作中仍然登场，如科学搜查官宝月茜、魔术师成步堂美贯、检察局长御劍怜侍等。

### 故事
成步堂为了迎接即将完成修行的绫里真宵而飞往克萊因王國。但迎接他的向导突然被逮捕，并被控犯下偷窃国宝和杀人的罪行。成步堂发现该国由于女王卡兰颁布的辩护罪而没有辩护律师，便不顾被告的反对为他辩护，并为他洗清了罪名。几乎同时，成步堂美贯的魔术表演发生了意外，导致他人死亡，她本人也被逮捕。王泥喜为她辩护，洗清了她的罪名。
在第三章中，负责祭祀仪式的祭司被害，与他一同参与仪式的绫里真宵被捕，后来又被控连环杀人。成步堂起先败诉，但在后续调查中与地下革命组织接触，揭发了统治者使用秘密警察抓捕革命派的行为，并揭露案件是由辩护罪引发的悲剧，为真宵洗清杀人罪名。在第四章中，一名落语家被害，心音为被告辩护，找出了真凶。
在第五章中，杜尔克·萨多玛迪来到日本与王泥喜见面。王泥喜的生父于23年前发生的女王刺杀案中丧生，王泥喜随后被杜尔克收养，与杜尔克的儿子那由他一同长大。王泥喜受杜尔克的委托，与来到日本的成步堂在法庭上对决，争夺此前失窃的克萊因国宝的所有权，但逐渐演变成杀人案审理。王泥喜发现成步堂实际上是因为真宵被绑架而被迫与王泥喜对决，而杜尔克指出绑架真宵的是克萊因王國法务大臣因格。在杜尔克夺得国宝所有权后，一行人前往克萊因王國进行人质交涉，却发现因格已经遇害，杜尔克被当作嫌疑人逮捕。王泥喜在为杜尔克辩护的过程中发现，前女王并未于23年前的刺杀案件中被害。他还发现，早在本章开始前，真宵便已经被杜尔克营救，但杜尔克在解救行动中被因格杀害，他在日本看到的杜尔克实际上是由真宵灵媒的。前女王是杜尔克的妻子，蕾法是他们的女儿。王泥喜在法庭上证明了策划暗杀前女王以及杀害因格的真凶都是卡兰，但卡兰以辩护罪威胁王泥喜。最终，王泥喜证明了卡兰没有灵力，不具备女王资格，其颁布的所有法令均为无效，成功将其绳之以法。在游戏的最后，蕾法成为新女王，那由他成为摄政王。王泥喜决定协助重建法律系统，留在克萊因王國，成立了「王泥喜法律事务所」。
在游戏发售后新增的追加章节中，成步堂与真宵一同出庭为一位自称经历了时间旅行的被告者辩护，与御劍怜侍对决。成步堂最终证明了被告者的清白。

## 开发

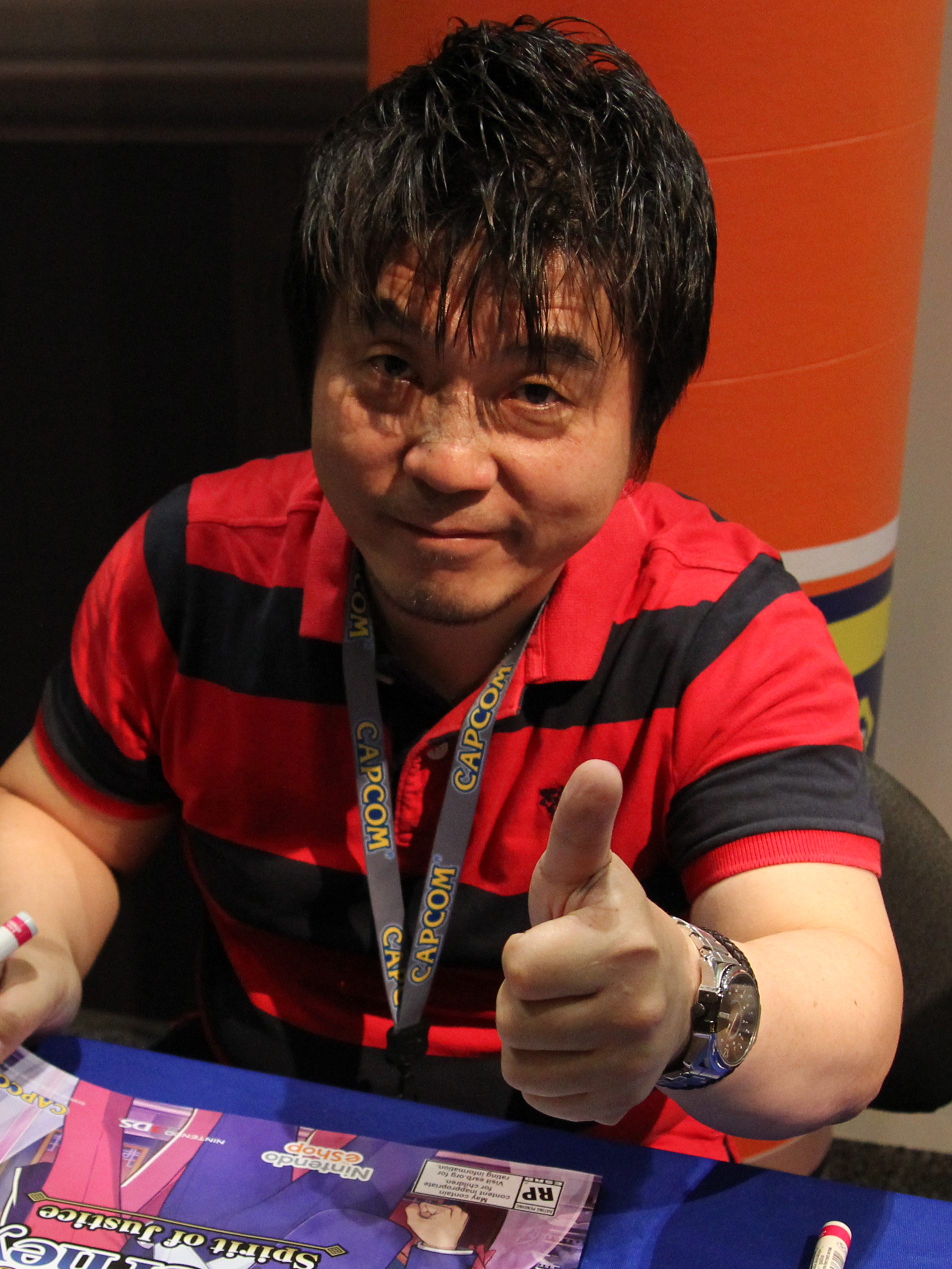
游戏制作人江城元秀

《逆转裁判6》由江城元秀制作，山崎刚和布施拓郎任总监；山崎负责游戏背景，而布施负责画面和游戏系统并兼任游戏艺术总监。游戏背景音乐主要由岩垂德行谱曲，另有几首由此前为《逆转裁判4》写背景音乐的堀山俊彦和系列新人雅美小岛寺编曲。2013年12月，卡普空首次提到这款游戏，此时他们开始“全力”制作系列新作，并为其想出概念。2015年9月，公司正式宣布游戏时，开发工作已完成30%。到2015年末，开发大体完成，团队忙于调色和收尾。
在《逆转裁判5》开发时，山崎是唯一的总监。开发结束后，他已经筋疲力尽，想退出《逆转裁判》的開發工作。江城为了鼓励他继续下去，把他带到台湾和圣地亚哥国际动漫展的新闻发布会上会见游戏媒体与游戏粉丝。之后，山崎重拾热情，希望继续创作第六部作品。考虑到太多的责任让山崎筋疲力尽，江城决定让山崎和布施共同分担总监任务。最初，他考虑过让两位总监同时负责游戏的全部内容，但最终担心开发团队可能难以处理两位总监在游戏同一方面的意见分歧，便放弃了这个念头。
全新的靈媒影像系统类似于《逆转检事2》中的逻辑象棋系统，从受害者的角度展现犯罪事件，使受害者的感官成为潜在的重要证据。最初，开发者曾考虑使用鬼魂或傀儡，但因为太过令人毛骨悚然而放弃。游戏于东京电玩展上提供试玩，玩家反馈称靈媒影像系统环节过于困难和冗长。开发者随后根据这些反馈调整了该系统，插入了一些改进过的提示。受玩家反馈影响，在《逆转裁判5》中大获好评的对话回溯功能在本作中继续出现，游戏的难度也提高到系列以前作品的水平，提示系统也可以关闭。江城和山崎表示，角色的运动动画在本作中得到了更大的重视，并举出蕾法的舞蹈动画作为例子。为了达到更高的质量，开发者还重做了《逆转裁判5》中出现的角色的3D模型。和前作一样，本作也采用了配音过场动画，由制作动画版的A-1 Pictures负责。

### 编剧
山崎领导的剧本团队提出了游戏的整体主题和背景。他们希望这些内容仍建立在系列之前的作品上，同时还是令人惊讶的全新想法。为此，他们进行了头脑风暴，同时还分析了系列之前的作品，确定了系列的精髓。他们想出了“法庭革命”的主题。山崎解释称其意味着“以弱胜强”，并认为这也是一种逆转。此后，他们决定了各章的大体剧情，随后在与其他编剧的讨论中作出微调。每一章的剧情都由一位编剧负责，每位编剧都要和山崎讨论并确定他们的剧情构思。
山崎表示，相比系列之前的作品，这次他们更着重于游戏的世界。之所以这样决定，是因为整个系列中成步堂已经“无人能比”，在日本法庭环境中进一步发展存在困难。玩家认为在前作中，成步堂被写成主角，王泥喜只不过是剧情的重要部分。基于这样的玩家反馈，开发团队决定给予王泥喜更多的出场机会，因此他们将本作设置在两个国家中，各有一位主角。蕾法被山崎和江城写成女主角，也是成步堂的对手。他们认为不是主角助手的女主角能为系列注入新鲜感。
团队全面审查讨论了剧情规划。这个过程非常漫长，组员们经常要在会议室呆到深夜。之后，每一章的编剧写各自的剧情。由于不同的编剧在对话、谜题和日常方面各有长短，团队进一步讨论了所有剧情，并根据组员的反馈作出调整。剧本完成后，画面、音乐和声效也随之确定。

## 发行
游戏于2016年6月9日在日本发行，同年9月8日通过任天堂eShop在北美和欧洲发行。日版游戏首发附赠了分别由成步堂和王泥喜登场的两个小剧场和三件可下载服装。这些内容后来在英语市场上市：服装随游戏首周免费发行，两个小剧场则在2016年9月15日和9月22日以《Asinine Attorney》的名称发行，每个都附赠了一个3DS菜单主题。日本限量版游戏还包含了广播剧CD、毛绒玩具、手提包和实体海报小册。卡普空还制作了第二套可下载服装，取材于《戰國BASARA系列》，于6月23日在日本发行。额外章节“跨越时空的逆转（Turnabout Time Traveller）”于2016年6月30日在日本作为可下载内容发布，于同年7月20日前免费下载。该章節的英文版于9月29日发行。游戏后来移植到移动平台，于2017年9月21日在iOS和Android平台上全球发布。

## 评价
| 汇总媒体   | 得分   |
| ---------- | ------ |
| Metacritic | 81/100 |

| 媒体             | 得分   |
| ---------------- | ------ |
| Destructoid      | 9/10   |
| Game Informer    | 8.5/10 |
| GameSpot         | 8/10   |
| IGN              | 6.5/10 |
| Nintendo Life    | 8.4/10 |
| Polygon          | 7.5/10 |
| Fami通           | 34/40  |
| 《The Escapist》 | [ 29 ] |
| 《TouchArcade》  | [ 30 ] |

根据评论综合网站Metacritic显示，游戏获得普遍好评。游戏在日本上市首周便凭借196831份销量成为销量最好的游戏。第二周跌至第二位，额外售出25288份。第三周跌至第六位，售出11803份。第四周跌至第十位，售出7543份。行情符合卡普空预期。
《Fami通》的四位评论员吉田、芦田、本间和内泽共同评测了游戏。芦田和本间表示喜欢由各种伏笔引出的最终结局。本间也喜欢看到真宵等角色的成长和变化，甚至为了阅读更多的对话不惜调查所有可调查的东西。内泽认为，某些剧情发展太过“出位”，芦田指出游戏的神秘感可能会造成玩家意见分歧。芦田发现占卜系统是对游戏玩法的新补充，但认为太脱离现实。内泽则认为游戏虽然没有新鲜感，但仍然有趣。
IGN的崔斯坦·奥吉尔维（Tristan Ogilvie）也认为游戏没有为系列注入新鲜感，还批评占卜系统“淡而无味，远没有更符合逻辑的反复询问办法直观”。他还哀叹调查部分“只是像素的点击狩猎”，希望谜题像《雷頓教授VS逆轉裁判》一样多。他称赞角色、法庭场景以及画面出彩。